# Vrouwenmarathon van Tokio 2004
De Vrouwenmarathon van Tokio 2004 vond plaats op zondag 21 november 2004. Het was de 26e editie van de Tokyo International Women's Marathon . Aan deze wedstrijd mochten alleen elite vrouwen deelnemen. Deze wedstrijd werd gewonnen door de Italiaanse Bruna Genovese in 2:26.34. Ze bleef hiermee de Japanse Kiyoko Shimahara slechts zes seconden voor.

## Uitslagen
| rang   | naam               | land | tijd    |
| ------ | ------------------ | ---- | ------- |
| Goud   | Bruna Genovese     | ITA  | 2:26.34 |
| Zilver | Kiyoko Shimahara   | JPN  | 2:26.43 |
| Brons  | Elfenesh Alemu     | ETH  | 2:26.58 |
| 4      | Masako Chiba       | JPN  | 2:27.02 |
| 5      | Živilė Balčiūnaitė | LTU  | 2:27.28 |
| 6      | Sun Yingjie        | CHN  | 2:29.24 |
| 7      | Alice Chelangat    | KEN  | 2:31.14 |
| 8      | Gete Wami          | ETH  | 2:32.07 |
| 9      | Yumiko Okamoto     | JPN  | 2:32.21 |
| 10     | Shiho Takai        | JPN  | 2:34.03 |
| 11     | Aki Fujikawa       | JPN  | 2:35.47 |
| 12     | Ai Ichimaru        | JPN  | 2:35.56 |
| 13     | Yoshiko Ichikawa   | JPN  | 2:36.46 |
| 14     | Yuko Manabe        | JPN  | 2:39.15 |
| 15     | Yumiko Minato      | JPN  | 2:40.10 |
| 16     | Miho Oba           | JPN  | 2:40.37 |
| 17     | Kayoko Obata       | JPN  | 2:40.56 |
| 18     | Yoshiko Fukuchi    | JPN  | 2:42.18 |
| 19     | Hitomi Koike       | JPN  | 2:45.30 |
| 20     | Harumi Matsumoto   | JPN  | 2:45.58 |
| 21     | Kaori Iwamoto      | JPN  | 2:48.06 |
| 22     | Hiroko Sho         | JPN  | 2:48.39 |
| 23     | Elzbieta Jarosz    | POL  | 2:49.46 |
| 24     | Ai Hirayama        | JPN  | 2:49.57 |
| 25     | Keiko Tomura       | JPN  | 2:50.34 |

Tokyo International Marathon (alleen mannen)

1981 · 1982 · 1983 · 1984 · 1985 · 1986 · 1987 · 1988 · 1989 · 1990 · 1991 · 1992 · 1993 · 1994 · 1995 · 1996 · 1997 · 1998 · 1999 · 2000 · 2001 · 2002 · 2003 · 2004 · 2005 · 2006

Tokyo International Women's Marathon (alleen vrouwen)

1979 · 1980 · 1981 · 1982 · 1983 · 1984 · 1985 · 1986 · 1987 · 1988 · 1989 · 1990 · 1991 · 1992 · 1993 · 1994 · 1995 · 1996 · 1997 · 1998 · 1999 · 2000 · 2001 · 2002 · 2003 · 2004 · 2005 · 2006 · 2007 · 2008

Tokyo Marathon (beide)

2007 · 2008 · 2009 · 2010 · 2011 · 2012 · 2013 · 2014 · 2015 · 2016 · 2017 · 2018 · 2019 · 2020 · 2021 · 2022 · 2023 · 2024